# Gift

Standardsymbolen i EU för gift.

Ett gift är en substans som i låg koncentration påverkar en organism på ett potentiellt skadligt sätt. Vad som betraktas som gift varierar då alla substanser är dödliga i alltför stora koncentrationer.
Med undantag av cancerframkallande gifter där varje molekyl teoretiskt kan omvandla en cell i riktning mot en cancercell är alla gifter ofarliga i tillräckligt låg koncentration.
Om 20 gram eller mindre av ett ämne är dödligt för en normalt byggd vuxen räknas det som ett gift för människor. Ämnen som huvudsakligen är giftiga för foster kallas teratogener.
Miljögifter är för naturen främmande ämnen, xenobiotika, som i viss koncentration har en negativ inverkan på levande organismer. Dessa gifter är fettlösliga och anrikas därför lätt i fettvävnad hos djur och växter. Vattenlösliga gifter anrikas inte då de lämnar djurkroppen med urinen och snabbt späds ut i naturen. Miljögifter härstammar ofta från industrier, vattenrening, bekämpningsmedel och förbränningsprocesser. 
Alla djur, svampar och växter tillverkar gifter för att försvara sig mot mikroorganismer som försöker äta dem. Människans kroppsvätskor innehåller defensiner som är giftiga för bakterier och ribonukleaser som klyver RNA-virus.
En hel del djur, växter och svampar producerar dessutom gifter som avskräcker djur från att äta dem. Gifterna härmar eller blockerar ett signalämne i kroppen och gör att den signalen blir extra stark eller hindrar till exempel nervsignaler till kroppens muskler vilket på så sätt förlamar dem.
LD50, av det engelska uttrycket lethal dose (letal = dödlig) 50 %, är ett mått som används inom medicinsk vetenskap för att ungefärligen ange hur giftig en substans är, den dos som bör döda 50% av försöksdjuren.
Innan narkotikalagstiftningen fanns klassades det vi i dag kallar narkotika som gift, och straffansvar för spridning reglerades fram till 1923 i Giftstadgan.